# Кунья, Эуклидис да
Эукли́дис Родри́гис да Ку́нья (порт. Euclides Rodrigues da Cunha; 20 января 1866, Кантагалу, Рио-де-Жанейро, Бразильская империя — 15 августа 1909, Рио-де-Жанейро, Бразилия) — бразильский писатель, поэт, социолог, журналист и историк. По образованию военный инженер.

## Биография
Эуклидис да Кунья родился в 1866 году в Кантагалу. В 1885 году поступил в Политехническую школу, затем перевёлся в военное училище, откуда в 1888 году был отчислен за недисциплинированность. В 1889 году поддержал выступления республиканцев против монархии.
После провозглашения республики Кунья был восстановлен в военном училище, которое он окончил в звании лейтенанта и со степенью бакалавра в области естественно-математических наук.
В 1897 году Кунья оказался свидетелем подавления восстания Канудус в штате Баия, и в 1902 году опубликовал книгу «Сертаны» (порт. Os sertões) — документальное повествованием о подавлении крестьянского восстания с элементами научного исследования и публицистики. Эта книга определила дальнейшее развитие критического реализма в бразильской литературе XX века, в которой главное место заняли произведения о жизни и борьбе крестьянских масс. Сейчас «Сертаны» являются классическим произведением бразильской литературы.
В 1903 году Кунья был принят в Бразильскую академию литературы. В 1907 году опубликовал сборник «Контрасты и сопоставления», в который вошли, в частности, статьи о русской литературе. В конце жизни Кунья сблизился с первыми бразильскими социалистическими организациями и в своих статьях выступал как один из первых пропагандистов марксизма в Бразилии.
15 августа он пытался убить молодого любовника своей жены, Дилермандо де Ассиса, но в ответ был застрелен. По сей день эпизод, известный как «Трагедия жалости», вызывает споры. Похоронен на кладбище Сан-Жуан-Батиста. Позже останки были перенесены в Сан-Жозе-ду-Риу-Парду.

## Память
В честь Куньи названы муниципалитеты Эуклидис-да-Кунья в штате Баия и Эуклидис-да-Кунья-Паулиста в штате Сан-Паулу.